# Морозово (Промишленнівський округ)
Моро́зово (рос. Морозово) — село у складі Промишленнівського округу Кемеровської області, Росія.

## Населення
Населення — 471 особа (2010; 474 у 2002).
Національний склад (станом на 2002 рік):
- росіяни — 94 %